# Лоренс Велк
Лоренс Велк (англ. Lawrence Welk, 11 березня 1903 — 17 травня 1992) — американський музикант, акордеоніст і телеімпресаріо, який з 1951 по 1982 роки вів власне популярне телевізійне шоу «The Lawrence Welk Show».
У 1996 році Велк посів 43 місце в списку 50 найбільших телезірок всіх часів за версією американського тижневика «TV Guide».
Сайт MTV пише, що хоча «це може бути правдою чи ні, що Лоренс Велк є найпопулярнішим виконавцем жанру easy listening всіх часів, але важко придумати когось ще примітнішого, асоційованого з цим жанром».

## Нагороди
У 1961 році Велк став першим володарем почесної нагороди «Theodore Roosevelt Rough Rider Award», яку присуджує штат Північна Дакота.
У 1994 році Велк був прийнятий у Міжнародний зал слави польки.
На Голлівудській алеї слави у Лоренса Велка дві зірки: за звукозапис за адресою 6613½ Hollywood Blvd та телебачення за адресою 1601 Vine Street.